# Niverville, Manitoba
Niverville är en ort i Kanada.   Den ligger i provinsen Manitoba, i den sydöstra delen av landet, 1 700 km väster om huvudstaden Ottawa. Niverville ligger 235 meter över havet och antalet invånare är 2 000.
Terrängen runt Niverville är mycket platt. Runt Niverville är det glesbefolkat, med 15 invånare per kvadratkilometer.. Niverville är det största samhället i trakten.
Trakten runt Niverville består till största delen av jordbruksmark.